# Paramimistena ovicollis
Paramimistena ovicollis är en skalbaggsart som beskrevs av Holzschuh 1991. Paramimistena ovicollis ingår i släktet Paramimistena och familjen långhorningar.
Artens utbredningsområde är Laos. Inga underarter finns listade i Catalogue of Life.